# Fongibilité asymétrique
 (juillet 2024).
Si vous disposez d'ouvrages ou d'articles de référence ou si vous connaissez des sites web de qualité traitant du thème abordé ici, merci de compléter l'article en donnant les références utiles à sa vérifiabilité et en les liant à la section « Notes et références ».
La fongibilité asymétrique est un principe comptable établi en France par la loi organique relative aux lois de finances (LOLF), qui permet à un gestionnaire d'utiliser des crédits pour des dépenses pour lesquelles elles n'étaient pas prévues à l'intérieur d'un programme, mais sans qu'il lui soit possible d'accroître les crédits de personnel en utilisant des crédits prévus pour d'autres natures de dépenses.

## Présentation du principe
À l'intérieur d'un programme budgétaire donné, les dépenses prévues par le budget de l'État sont réparties entre sept « titres ». Le titre 2 regroupe les dépenses de personnel, les autres titres regroupant l'ensemble des autres dépenses : par exemple les dépenses de fonctionnement, d'investissement et d'intervention.
Bien que la loi de finances indique une répartition des crédits pour chaque titre, le principe de fongibilité asymétrique permet au gestionnaire :
- de redistribuer en cours d'exercice les montants au sein d'un titre, ou d'un titre vers un autre (« fongibilité »)...
- ... sauf pour le titre 2 (dépenses de personnel), dont les crédits ne peuvent être augmentés au-delà du montant indiqué en loi de finances. Il est donc possible de diminuer les crédits affectés aux dépenses de personnel pour les attribuer à un autre type de dépense, mais pas d'effectuer l'opération inverse (la fongibilité est donc « asymétrique »).

## Mise en application du principe
Pour l'application du principe, les dépenses sont réparties au sein de deux « articles de prévision » :
- article 01 : dépenses de personnel (c'est-à-dire le titre 2) ;
- article 02 : autres dépenses.

Le principe de fongibilité asymétrique indique donc que le gestionnaire (responsable du budget à l'échelon d'un service) :
- pourra utiliser des crédits prévus au titre 6 pour des dépenses de titre 3 (le titre 3 et le titre 6 font partie du même article de prévision) ;
- pourra également utiliser des crédits prévus pour les prestations sociales à des dépenses de rémunération (titre 2 dans les deux cas) ;
- pourra utiliser des crédits inscrits à l'article 01 (personnel) à des dépenses, par exemple, d'intervention (titre 6 donc article 02) ;
- mais ne pourra utiliser des dépenses d'intervention (article 02) pour financer des dépenses de personnel.